# Chanin Building
Das Chanin Building ist ein im Stil des Art déco errichteter Wolkenkratzer in Manhattan in New York City. Benannt wurde das denkmalgeschützte Gebäude nach seinem Erbauer Irwin Chanin.

## Lage
Das Bürohochhaus befindet sich im Viertel Murray Hill an der Lexington Avenue zwischen der 41st und 42nd Street in Midtown Manhattan. Seine Adresse lautet „122 East 42nd Street“. Das Chanin Building steht schräg gegenüber vom Chrysler Building und in unmittelbarer Nähe zum Grand Central Terminal. Weitere nennenswerte Nachbargebäude sind das Hotel Hyatt Grand Central New York und der Büroturm 101 Park Avenue.

## Architektur
Das Chanin Building wurde im Art-déco-Stil von den Architekten John Sloan und T. Markoe Robertson (Architekturbüro Sloan & Robertson) mit Beteiligung von Irwin Chanins eigenen Architekten Jacques Delamarre entworfen und von 1927 bis 1929 errichtet. Der Wolkenkratzer hat 56 Etagen und eine offizielle Höhe von 197,8 m (649 Fuß). Oft wird der 9,5 Meter hohe Antennenaufbau als Gebäudespitze mitgerechnet, was eine Gesamthöhe von 207,3 Meter (680 Fuß) ergibt.
Gemäß den 1916 erlassenen Bauvorschriften weist das Gebäude zahlreiche Rücksprünge und Absätze aus, wodurch sich der Baukörper allmählich nach oben bis zum Dach verjüngt. Lediglich der vierstöckige Sockel nimmt das gesamte Grundstück ein. Direkt über dem Erdgeschoss, das von mit belgischen Marmor eingefassten Schaufensterfronten umgeben ist, zeigt ein Bronzefries Szenen der Evolution, die von einfachen Organismen bis hin zu komplexeren Tieren und Pflanzen reichen. Darüber ist die Fassade bis zur vierten Etage rundum und komplett mit einem Terrakotta-Fries mit Ornamenten und floralen Motiven geschmückt. Ansonsten besteht die meist schlichte Fassade aus polierten Ziegeln, Kalkstein und Terrakotta und ist vereinzelt insbesondere an den Gebäudeecken und Gesimsen mit architektonischen Skulpturen von Rene Paul Chambellan geschmückt. Das Gebäude wird von einer markanten Art-déco-Krone gekrönt, die aus einer Reihe von Strebepfeilern besteht.
Bei der Eröffnung 1929 war das Gebäude nach dem Woolworth Building (241 m) und dem Metropolitan Life Tower (213 m) das dritthöchste Gebäude in New York City. Bereits ein Jahr später wurde es vom Chrysler Building (319 m) weit übertroffen. In den Anfangsjahren existierte ein Kino im 50. Stockwerk, das man später in Büros umwandelte. In der 56. Etage befindet sich in Form eines umlaufenden aus Stützbögen gebildeten Arkadengangs eine Aussichtsplattform, die aber seit einiger Zeit nicht mehr der Öffentlichkeit zugänglich ist.
Das Chanin Building wurde am 14. November 1978 von der Landmarks Preservation Commission zum Wahrzeichen von New York City erklärt und am 23. April 1980 in das National Register of Historic Places aufgenommen. Der Büroturm ist eines von 42 Gebäuden der Stadt, die 2019 eine eigene Postleitzahl (Zip Code) erhielten. Dem Chanin Building wurde der Zip Code „10168“ zugewiesen. Zum benachbarten Grand Central Terminal führt ein unterirdischer Verbindungsgang, sodass die Mitarbeiter im Gebäude eine sehr gute Verkehrsanbindung zur Verfügung haben.

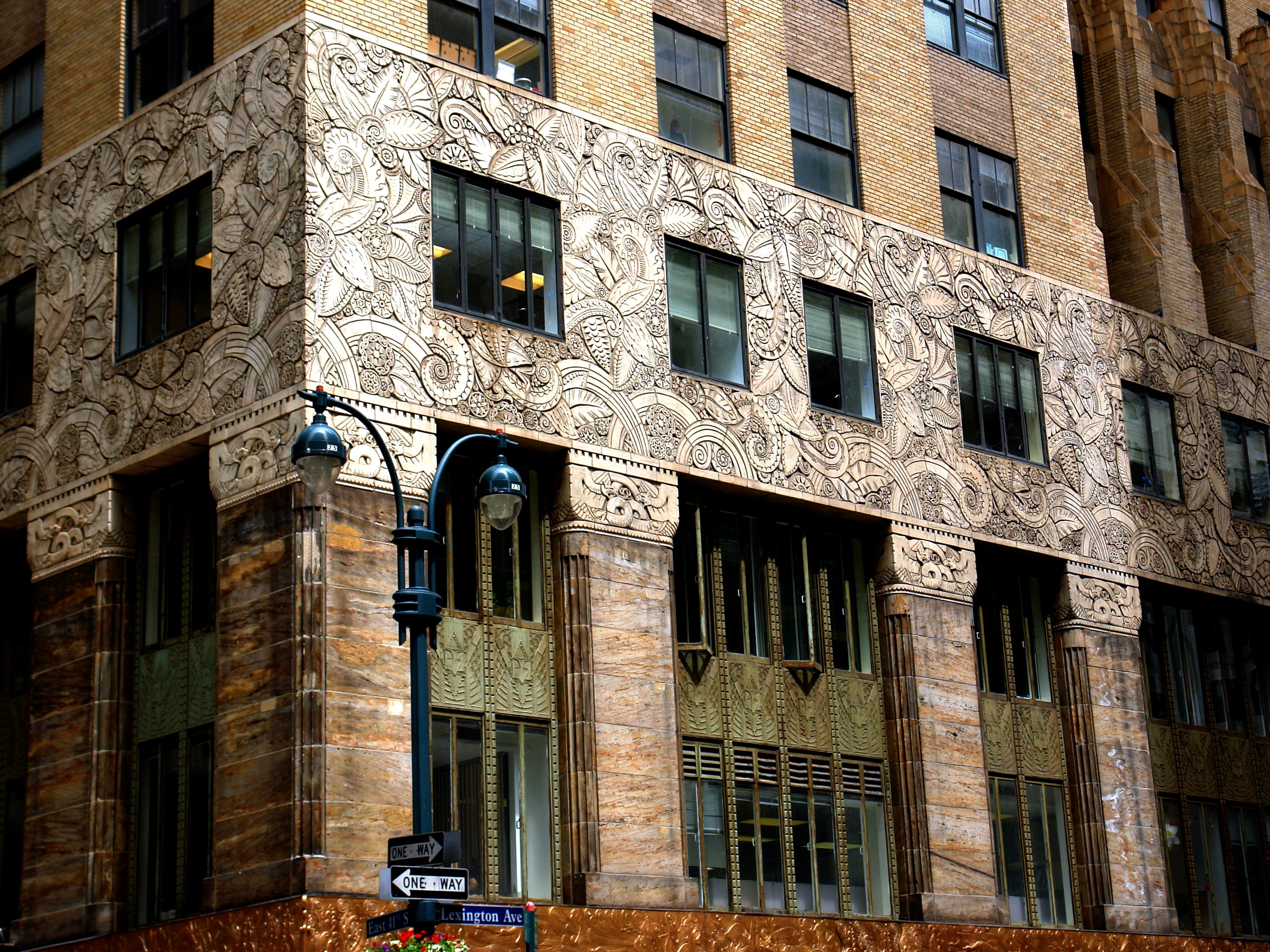
Reliefs am Sockel
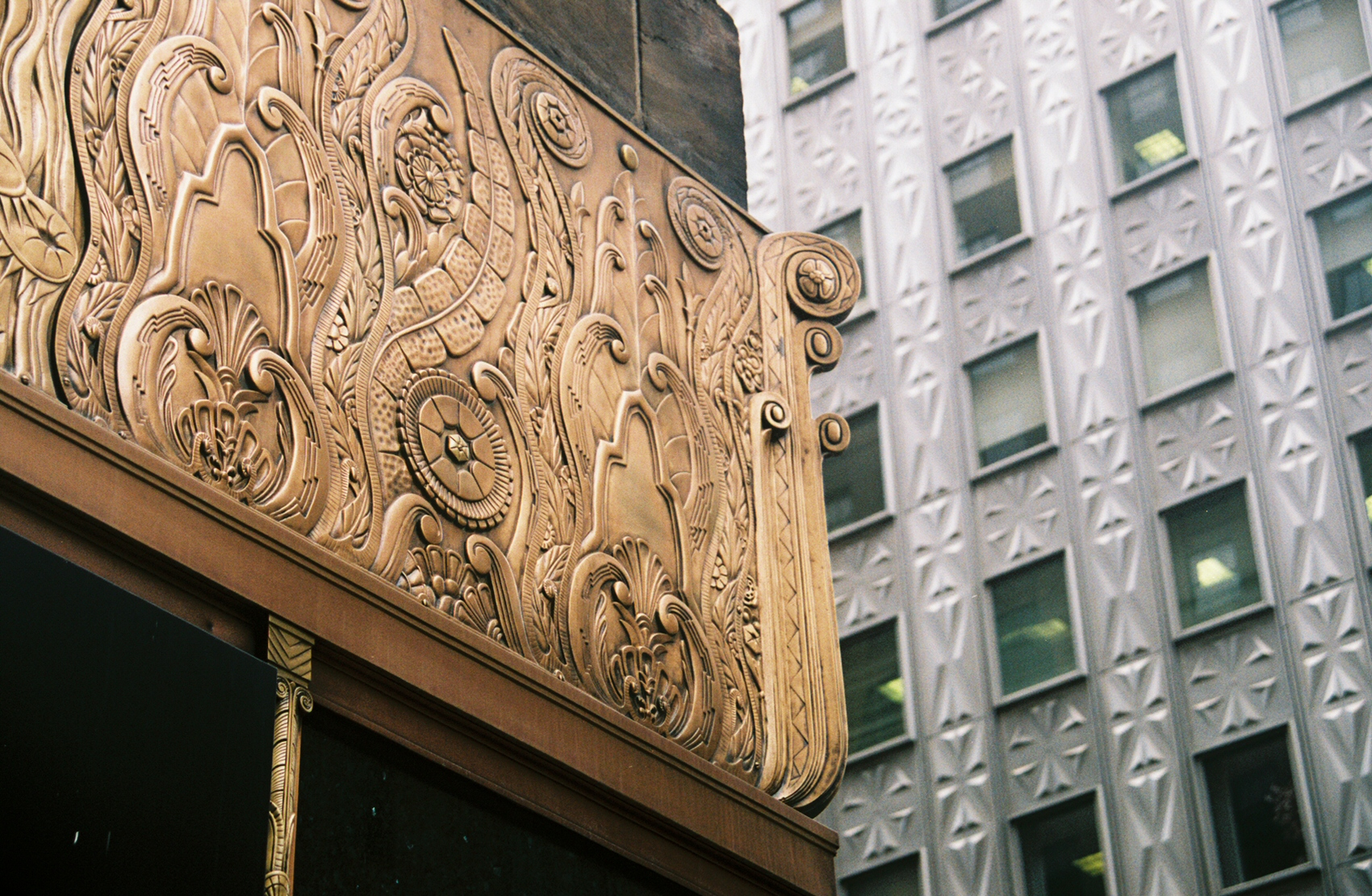
Detail des Bronze-Reliefs
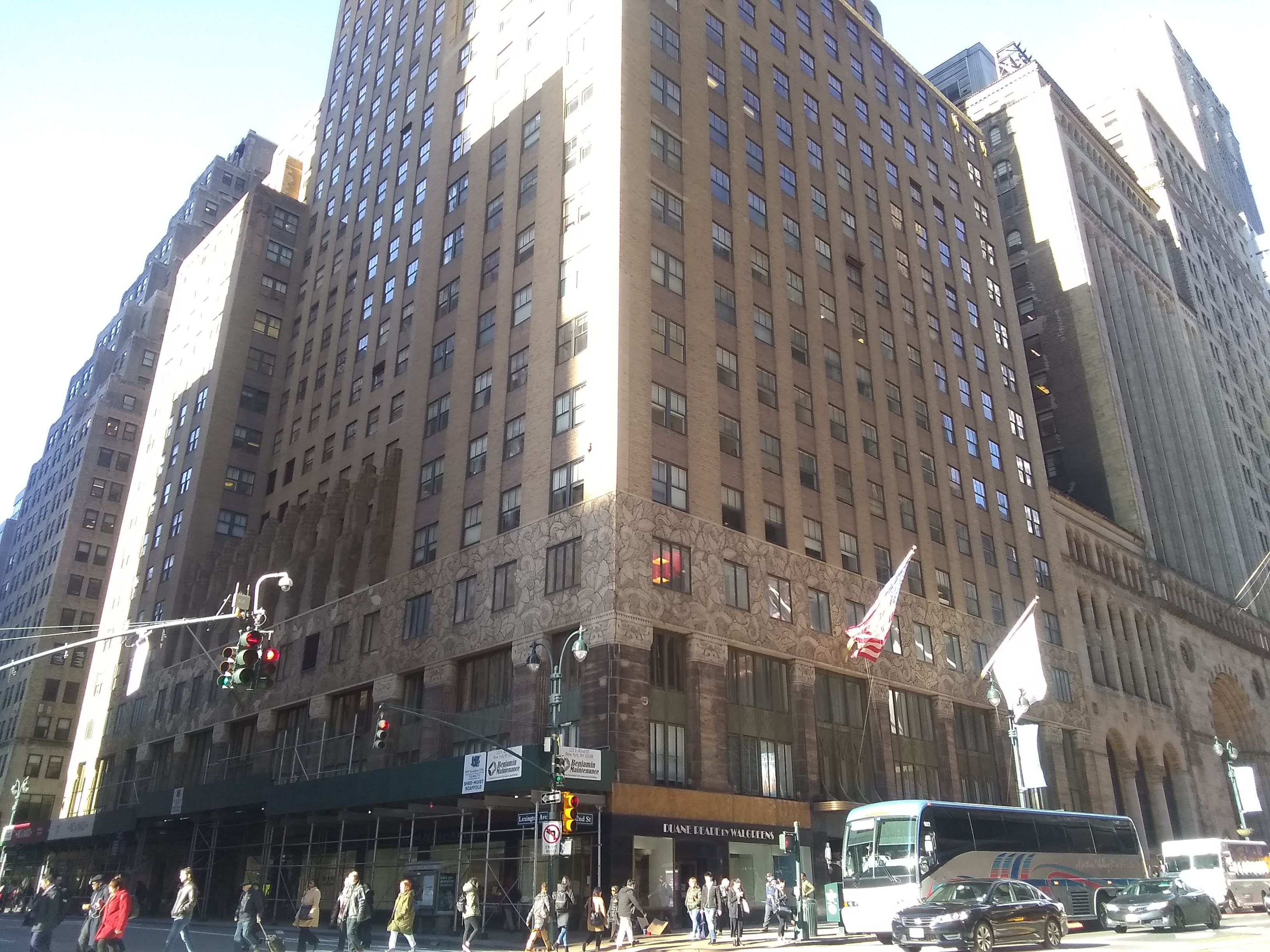
Basis an der Ecke Lexington Avenue/42nd Street
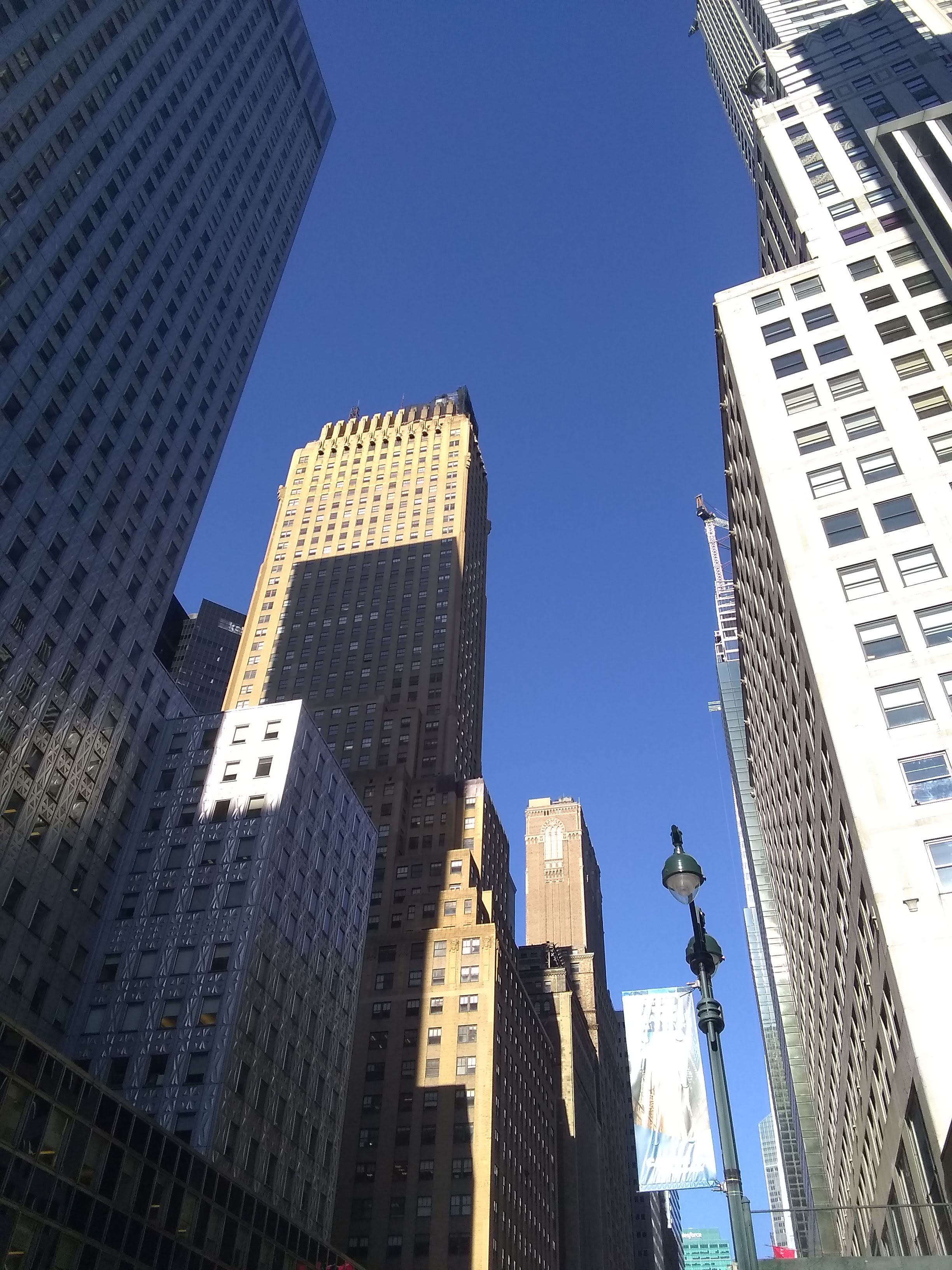
Blick entlang der 42nd Street zum Chanin Building (links)
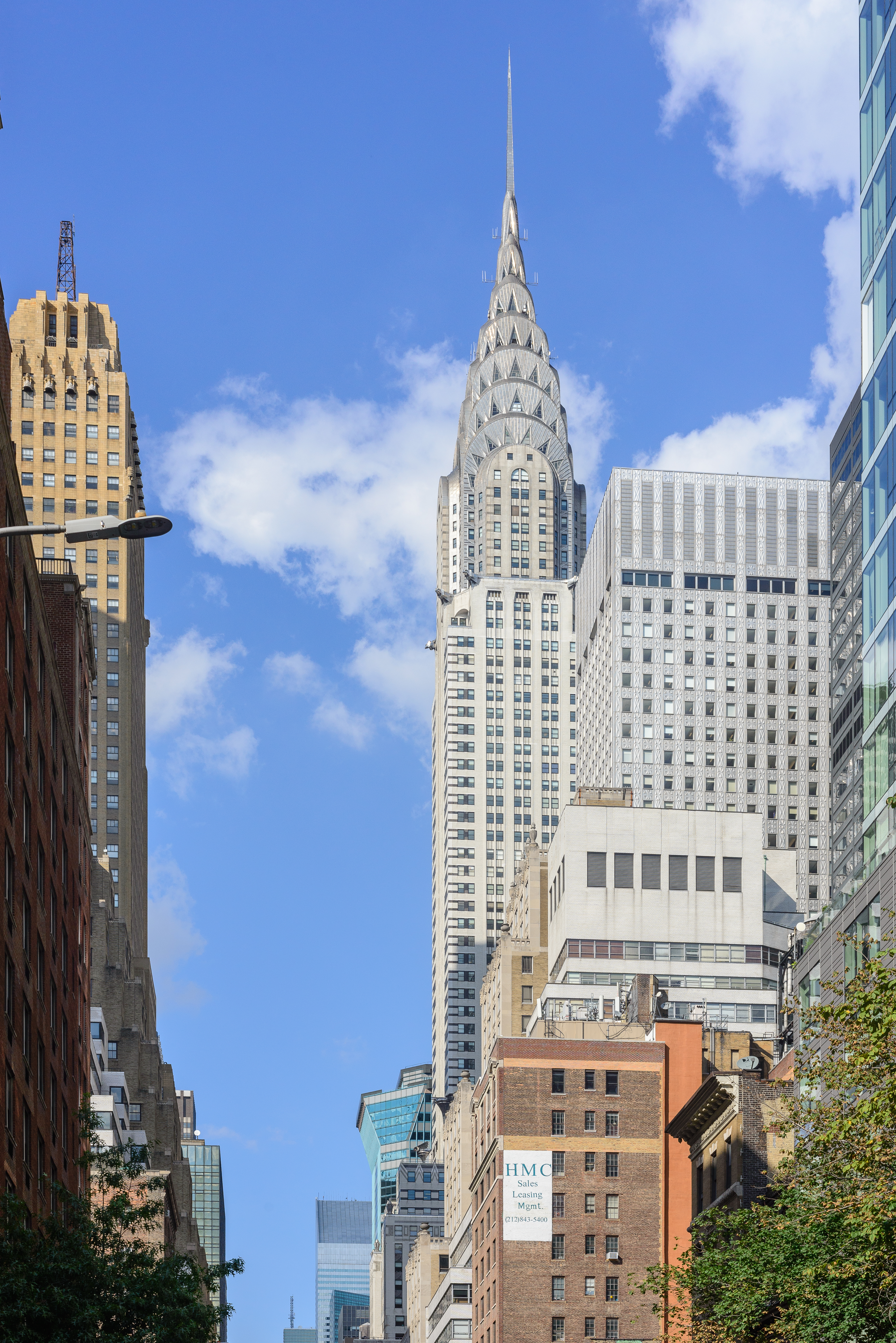
Chrysler Building rechts und Chanin Building links